# Partyzantka litewska (1944–1953)
Partyzantka litewska działająca w latach 1944–1953 – ruch niepodległościowy łączący zbrojny i cywilny charakter, stawiający sobie za cel sprzeciwienie się przyłączeniu Litwy do ZSRR i budowę niepodległej Litwy.

## Geneza

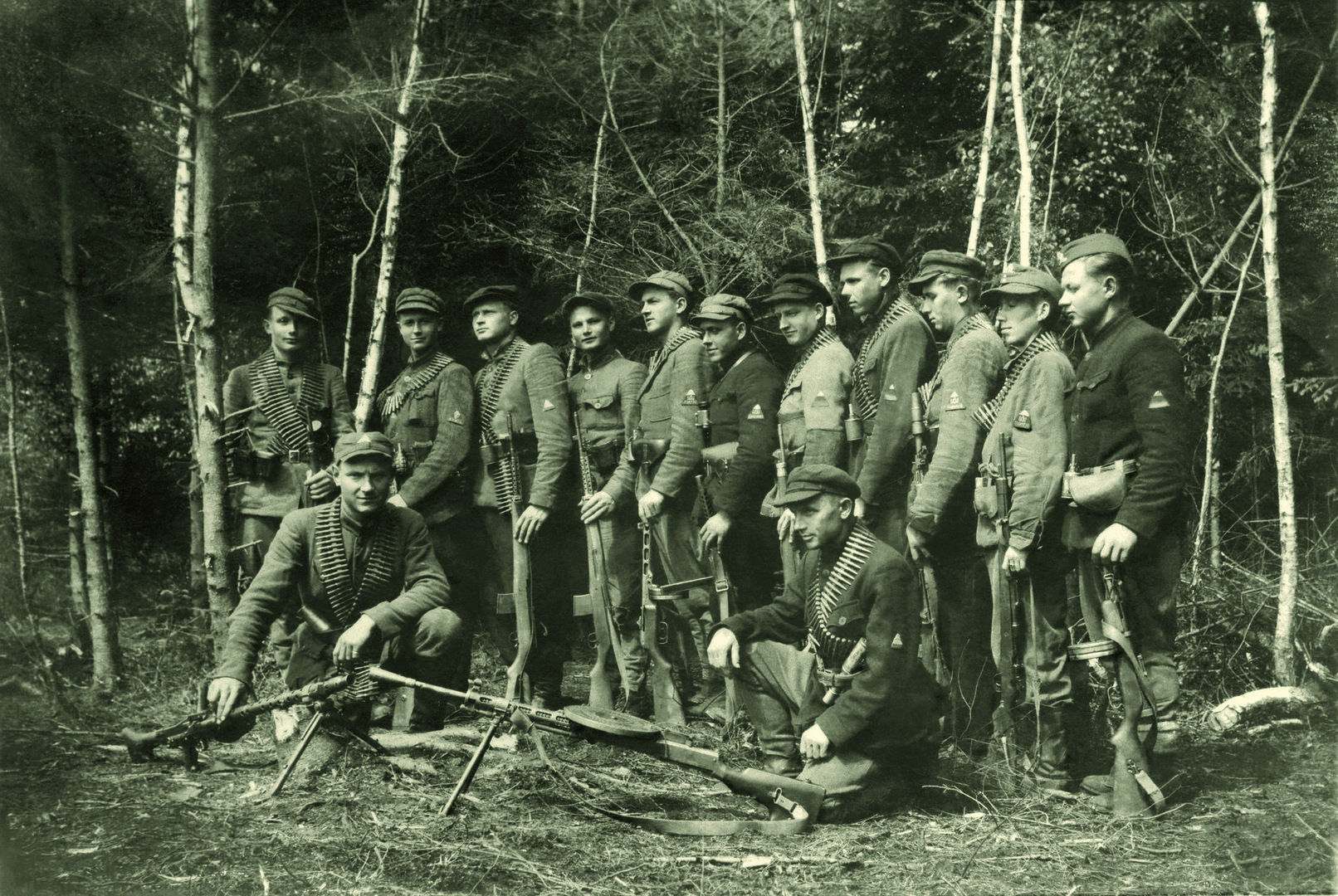
Partyzanci litewscy, 1945 rok

W czasie hitlerowskiej okupacji Litwy nie był prowadzony zbrojny ruch oporu, a jedynie opór cywilny. Podjęcie decyzji o odmiennej taktyce w odniesieniu do wkraczającej na teren kraju Armii Czerwonej miało związek z przekonaniem przywódców podziemia, iż podjęcie walki skłoni kraje zachodnie do przeciwstawienia się aneksji Litwy do ZSRR. W lecie 1944 jedna z ważniejszych organizacji niepodległościowych – Związek Bojowników o Wolność Litwy – zadeklarowała, że tylko czynny opór będzie sprzyjał umiędzynarodowieniu problemu litewskiego poprzez jego poruszenie w rozmowach między przywódcami ZSRR, Wielkiej Brytanii i Stanów Zjednoczonych.
Wkroczenie Armii Czerwonej na teren Litwy, przymusowa mobilizacja Litwinów do jej szeregów, terror NKWD i NKGB oraz represje wobec ludności cywilnej stały się dodatkowym bodźcem dla spontanicznego tworzenia się oddziałów partyzanckich, do których wstępowali zarówno ludzie związani z cywilnym oporem antyhitlerowskim, jak i osoby dotąd niezaangażowane.
Różne były motywy przystępowania do partyzantki, część nowych członków ruchu partyzanckiego dołączyła do niego ze względu na narodowościowe i patriotyczne poglądy, a część ze względu na obawy przed osądzeniem ich za kolaborację z nazistami mającą miejsce w czasie okupacji hitlerowskiej. Część grup w czasie okupacji niemieckiej była zaangażowana w antysemickie masakry. Jednym z efektów antysemickiego nastawienia partyzantów było wrogie nastawienie części opinii na Zachodzie. Np. arcybiskup Canterbury oznajmił, że partyzanci są faszystami, a ich deportacja jest uzasadniona.

## Pierwsza faza (lipiec 1944 – styczeń 1947)

### Powstawanie oddziałów
W pierwszym okresie walk partyzanckich najaktywniejszym organizatorem oporu antyradzieckiego była Litewska Armia Wolności, zrzeszająca latem 1944 ok. 10 tys. osób w sektorach czynnym oraz organizacyjnym. Członkowie pierwszego brali udział w bezpośrednich działaniach zbrojnych, drugi zapewniał niezbędne zaplecze: transport, żywność i łączność. Terytorialnie Litewska Armia Wolności dzieliła się na okręgi Wilno, Kowno, Poniewież i Szawle, zaś komendantem głównym został Kazys Veverskis. Organizacja w swoim programie politycznym nie rozstrzygała kwestii ustroju przyszłego państwa litewskiego, podkreślając konieczność walki o jego niepodległość.
W tym samym okresie wiele oddziałów partyzanckich formowało się spontanicznie, bez łączenia się z większymi politycznymi organizacjami podziemia. Jesienią 1944 powstała drużyna "Tygrys", która przerodziła się do 1945 w zgrupowanie o tej samej nazwie, a następnie stała się podstawą do powstania partyzanckiego okręgu Witolda z majorem Jonasem Kimštasem-Žalgirisem na czele. W powiecie wiłkomierskim władze radzieckie szacowały siłę oporu na 1100 partyzantów zrzeszonych w 35 oddziałach, z których powstał Okręg Wielkiej Walki Litewskiej Armii Wolności. Ogniska oporu uformowały się w Trokach i Kiejdanach. Na Suwalszczyźnie w styczniu 1945 powstało zgrupowanie "Żelazny Wilk", które latem 1945 stało się podstawą okręgu Suwałki, przemianowanego następnie na Tauras. Na Litwie południowej w tym samym roku powstał okręg "Dainava".

### Struktura oddziałów
W zależności od sytuacji w danym terenie partyzanci ukrywali się w lasach lub mieszkali we wsiach, zbierając się jedynie na akcje zbrojne. W 1948 istniejące zgrupowania utworzyły 9 okręgów, dzielących się na drużyny (od 2 do 5), następnie na rejony lub ojcowizny. Funkcjonowały również podziały naśladujące jednostki wojskowe: kompanie, plutony i drużyny. Od 1946 partyzanci posiadali w miarę możliwości mundury, istniały systemy odznaczeń i awansów, zaś wstępujący do oddziałów składali przysięgę i musieli zaakceptować regulamin oddziału. Łączna liczba osób, które w tym czasie należały do ruchu, szacowana jest na 30 tys.
W podziemiu organizowały się również zgrupowania polityczne, które stawiały sobie za cel skoordynowanie całości partyzantki i nadanie jej jednolitego programu. Od września 1945 istniał Komitet Wyzwolenia Litwy, od stycznia 1946 – Litewska Rada Narodowa. 22 kwietnia 1946 została podpisana deklaracja o odrodzeniu państwa litewskiego.

### Taktyka, pogorszenie sytuacji partyzantki
W pierwszej fazie istnienia ruchu partyzanci podejmowali boje spotkaniowe z oddziałami NKWD, atakowali posterunki milicyjne i więzienia, zajmowali całe miasteczka. Prowadzili również szeroką działalność propagandową, tłumacząc ludności cywilnej swoje cele polityczne. Dowódcy podziemia, przekonani o rychłym nadejściu pomocy zachodniej, planowali organizację ogólnokrajowego powstania narodowowyzwoleńczego. Szeroko zakrojoną akcję sabotażowo-propagandową partyzantka zorganizowała w czasie wyborów do Rady Najwyższej ZSRR, kiedy oddziały niszczyły lokale wyborcze, utrudniały łączność i nakłaniały ludność do bojkotu wyborów, także środkami bezpośredniego przymusu.
Główną siłą walczącą z partyzantką litewską były wojska NKWD, które w latach 1944-1946 prowadziły wielkie operacje antypartyzanckie, dążąc do likwidacji jak największej liczby oddziałów w otwartych starciach. NKWD stosowała również odpowiedzialność zbiorową wobec rodzin partyzantów, które trafiały do więzień i obozów; terroryzowana była ludność cywilna sympatyzująca z partyzantką. Łącznie w walce z partyzantami wzięło udział ok. 25 tys. żołnierzy NKWD. Ponadto od 1944 powstawały Istriebitielnyje Bataljony, do których przystąpiło ok. 8 tys. osób. Zaangażowanie takich środków sprawiło, że liczebność oddziałów spadła jesienią 1945 do ok. 6 tys. czynnych partyzantów.
Do znacznego pogorszenia sytuacji partyzantki doszło w lecie 1945 roku. Partyzanci rezygnowali z ataków na cele militarne i skupili się na uderzeniach na ludność cywilną (głównie działaczy komunistycznych). Ułatwiło to władzom radzieckim ataki na partyzantów i przypięcie im łatki zwykłych „bandytów”. Ataki te przyczyniły się do spadku poparcia dla partyzantów wśród części Litwinów. Na niekorzyść partyzantów wpłynęła też reforma rolna i sytuacja na wsi – do partyzantki dołączyli się głównie chłopi średnio zamożni, natomiast z programu reformy rolnej skorzystali głównie ubodzy chłopi, których spotkały za to represje ze strony podziemia. Jako ich obrońca przedstawiał się radziecki rząd. Wzrost poparcia dla rządu nastąpił też na drodze innych zmian wprowadzanych przez Sowietów, m.in. oddania Litwie Wilna.
Według sowieckich raportów z regionu Olity, w sierpniu 1945 roku partyzanci zaatakowali 31 rodzin chłopskich i zabili 48 osób. Wśród zabitych znalazło się 11 osób w wieku od 60 do 70 lat, 7 dzieci w wieku od 7 do 14 lat oraz 6 kobiet w wieku od 17 do 20 lat. Ofiary pochodziły z rodzin chłopów, którzy skorzystali z reformy rolnej i dostali ziemię należącą niegdyś do tzw. „kułaków” i nie mieli żadnych związków z radziecką partią komunistyczną czy administracją państwową.

## Druga faza (1947–1949)

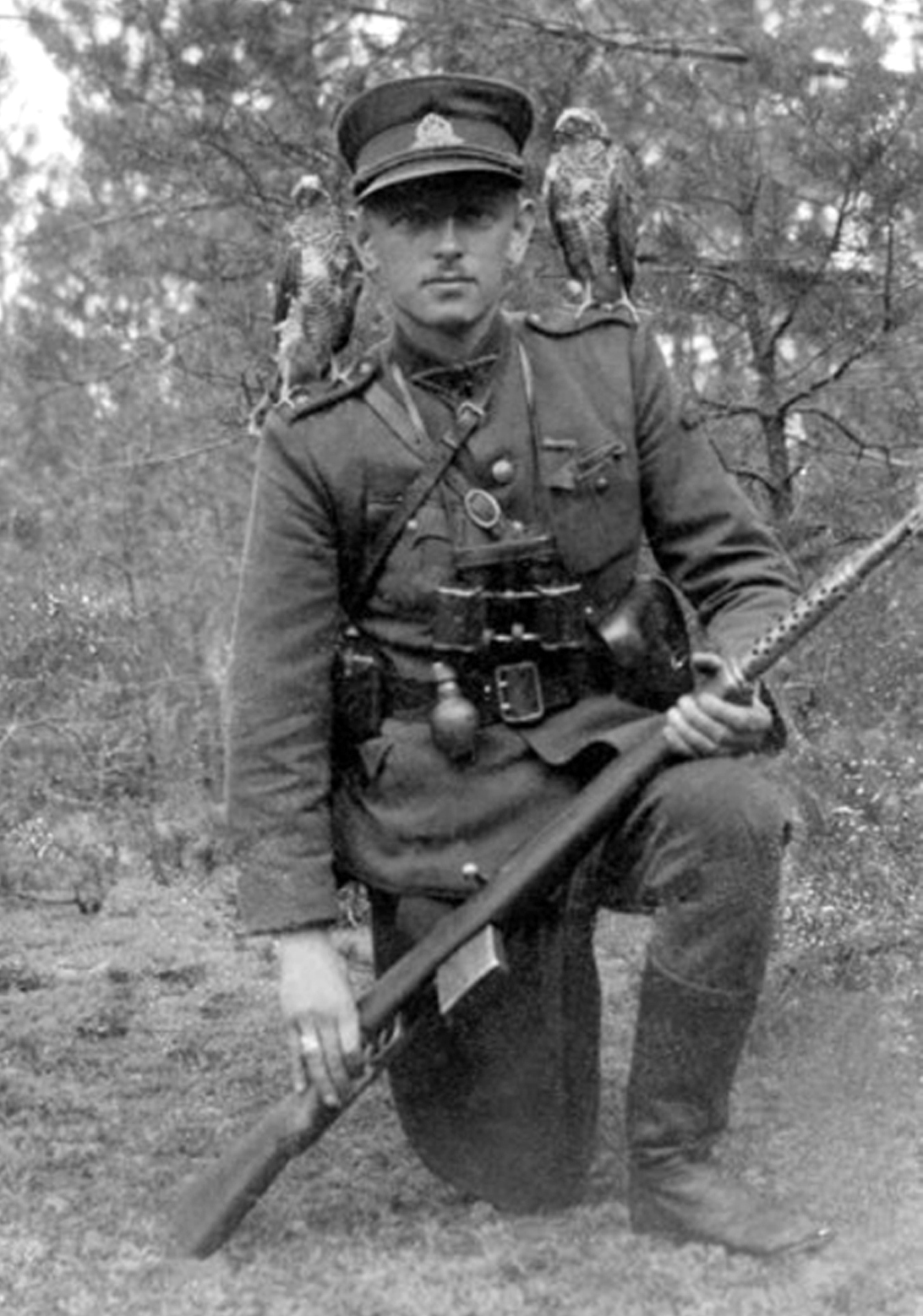
Adolfas Ramanauskas, ostatni schwytany przywódca partyzantki litewskiej

Z powodu siły przeciwnika, braku spodziewanej pomocy zachodniej i zmiany postawy ludności cywilnej, która – znużona konfliktem i represjami – w coraz mniejszym stopniu wspierała partyzantów, partyzanci litewscy zmienili strategię walki. Zrezygnowali ze starć z większymi zgrupowaniami NKWD na rzecz pojedynczych akcji likwidacyjnych wymierzonych w aktywistów komunistycznych, agentów sowieckich, członków Istriebitielnyjnych Bataljonów i żołnierzy radzieckich. Kontynuowali również działalność propagandową, kolportowali wydawnictwa podziemne, działając w najwyżej kilkudziesięcioosobowych oddziałach, często ukrywających się w bunkrach. Starano się unikać większych strat w ludziach, organizując ataki i likwidując starannie wytypowane wcześniej osoby.
15 stycznia 1947 okręg Litwy Południowej zorganizował zjazd dowódców okręgowych z całego kraju, który uchwalił program polityczny ruchu oporu (jego głównym celem miała być budowa demokratycznej Litwy), wybrał kierownictwo Powszechnego Demokratycznego Ruchu Oporu oraz polecił wysłanie na Zachód kurierów z materiałami przybliżającymi sytuację na Litwie.
Zmiana strategii partyzanckiej wymusiła również zmianę taktyki radzieckiej – na szeroką skalę zaczęto tworzyć oddziały "szturmowców" – prowokatorów udających partyzantów. Formowaniem jednostek tego typu zajmował się mjr A. Sokołow, specjalnie w tym celu ściągnięty do Wilna z Ukrainy. NKWD rozbudowywało również sieć agentów.
Gdy kolektywizacja rolnictwa na Litwie zaczęła być wdrażana drogą siłową, partyzanci zaczęli dopuszczać się aktów palenia zbiorów, niszczenia maszyn należących do rolniczych spółdzielni i zabijania zwierząt hodowlanych. Działania te według części historyków przypominały bardziej społeczny obstrukcjonizm niż działalność partyzancką. Kontrowersyjne działania partyzantów doprowadziły do utraty przez nich poparcia części Litwinów o poglądach niepodległościowych. W 1948 roku doszło do serii aresztowań i zabójstw partyzantów, z czego statystycznie siedmiu na dziesięciu ginęło lub trafiało do więzień po donosie ze strony ludności cywilnej.

## Trzecia faza (1949–1953)

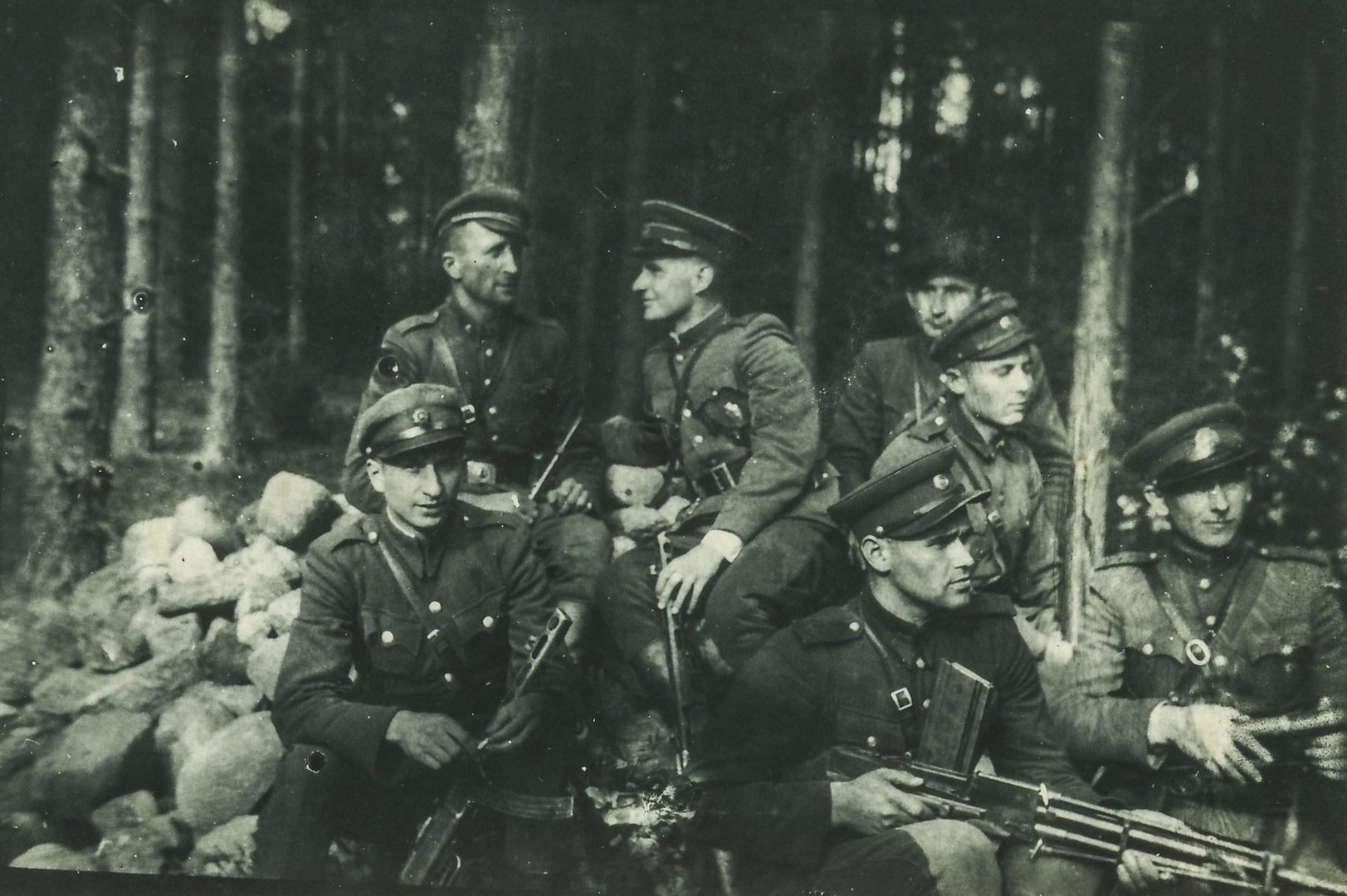
Partyzanci litewscy, 1949 rok

W trzeciej fazie istnienia ruchu została zniszczona jego pierwotna baza wśród ludności cywilnej, czego władze sowieckie dokonały, przeprowadzając kolektywizację rolnictwa, w dalszym ciągu stosując zasadę odpowiedzialności zbiorowej wobec partyzantów i ich rodzin oraz zacieśniając sieć agenturalną. W tym czasie liczba czynnych partyzantów stopniała do kilkuset osób, a ruch skupił się na biernym oporze obywatelskim, działalności propagandowej oraz kultywowaniu litewskich tradycji kulturalnych.
Mimo tego podejmowane były próby reorganizacji i centralizacji partyzantki – w 1949 powstał Ruch Walki o Wolność Litwy. Nie były one jednak w stanie odwrócić ogólnej tendencji słabnięcia ruchu, który zanikł ostatecznie po ogłoszeniu amnestii po śmierci Stalina. Większość ukrywających się jeszcze bojowników zdecydowała się wówczas złożyć broń, chociaż pojedyncze oddziały działały jeszcze w latach 60. XX wieku.